# جان مایکل هیز
جان مایکل هیز (انگلیسی: John Michael Hayes؛ ۱۱ مهٔ ۱۹۱۹ – ۱۹ نوامبر ۲۰۰۸) یک فیلم‌نامه‌نویس اهل ایالات متحده آمریکا بود.
در کودکی، هیز بیشتر دوران تحصیلی خود را از کلاس دوم تا کلاس پنجم به دلیل عفونت گوش از دست داد.

## فیلم شناسی
- دردسر هری